# Ženski košarkaški klub Partizan 1953
Lo Ženski Košarkaški Klub Partizan 1953 è una squadra femminile di pallacanestro serba avente sede nella capitale Belgrado. Fondato nel 1953, disputa la Lega Adriatica femminile e il campionato nazionale serbo di massima divisione, la Prva ženska liga Srbije. Gioca le partite interne nella struttura della Hala sportova a Novi Beograd, la cui capacità è di 5.000 posti a sedere.
Fa parte della polisportiva Sportsko Društvo Partizan.

## Storia
Il club venne fondato nel 1953, ma fino agli inizi degli anni 1980 non ebbe risultati di rilievo; ma riuscì poi a vincere tre campionati jugoslavi consecutivi nel 1983–84, 1984–85 e 1985–86, oltre a due Coppe di Jugoslavia nel 1985 e nel 1986. Il Partizan in quegli anni poteva annovare giocatrici del calibro di Jelica Komnenović, Biljana Majstorović, Olivera Krivokapić, Stojna Vangelovska, Cvetana Dekleva e molte altre.
Dopo decenni di nuovo anonimato, e dopo la dissoluzione della Jugoslavia, il Partizan tornò nuovamente al successo sul finire degli anni 2000, quando, guidato da giocatrici come Brooke Queenan, Milica Dabović e Dajana Butulija, vince 4 campionati serbi consecutivi (2009-10, 2010-11, 2011-12, 2012-13), 2 Coppe di Serbia (2011 e 2013), e 2 Leghe Adriatiche consecutivi (2011-12 e 2012-13).
Nell'estate del 2013 a causa di gravi problemi finanziari che misero a dubbio la continuità del club l'allenatrice Marina Maljković e la quasi totalità del roster lasciarono il club.
Durante il 2015 la dirigenza del club decise di sospendere ogni attività sportiva, creando un nuovo sodalizio sportivo, il Partizan 1953, dove trasferì il titolo sportivo e gran parte delle giocatrici rimaste e partecipando al livello inferiore del campionato professionistico. Dopo un solo anno di "purgatorio", la squadra tornò ai massimi livelli della pallacanestro femminile serba, conquistando la Coppa di Serbia 2018.

## Palazzetti

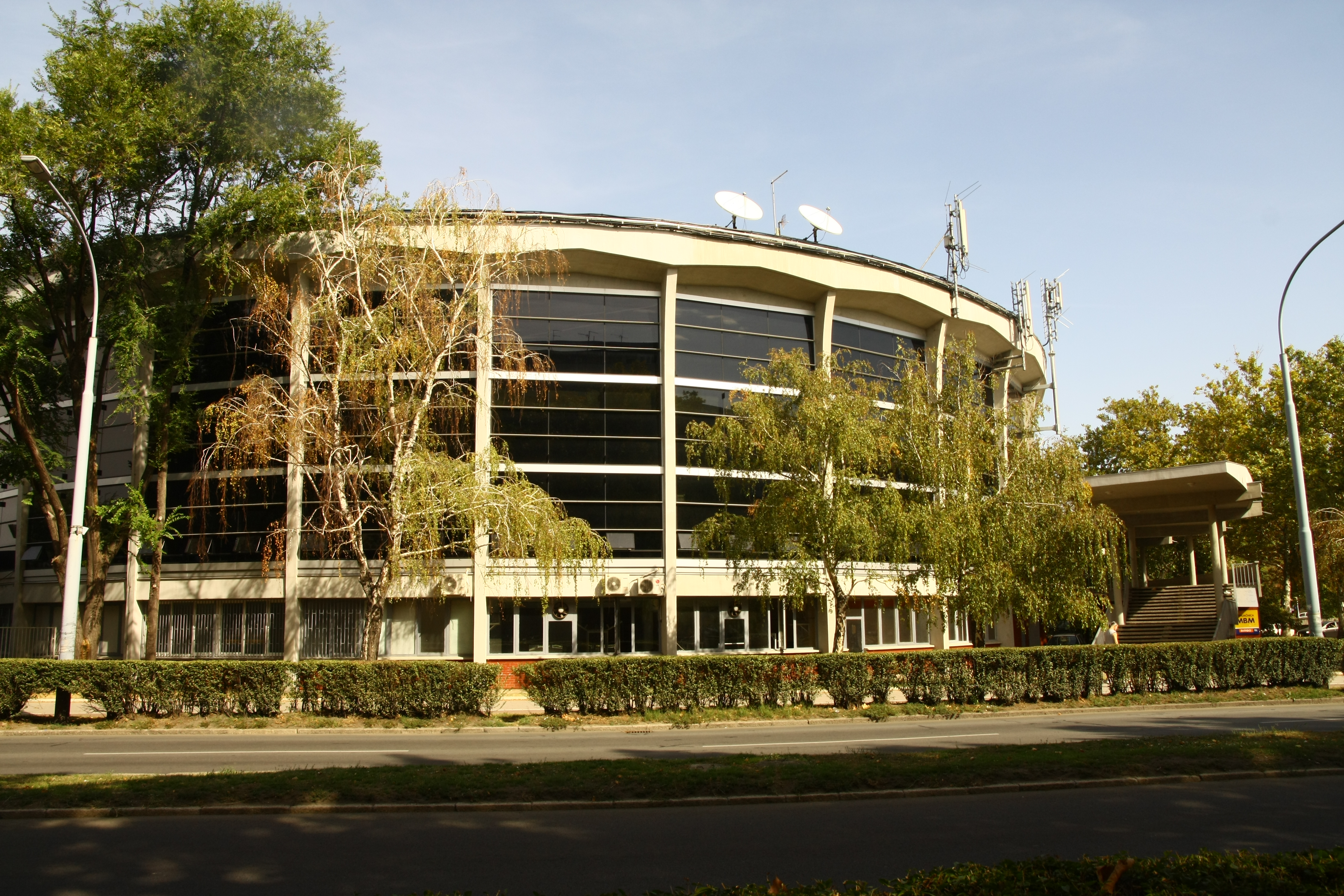
La Hala sportova, sede attuale delle partite interne del Partizan

Il Partizan alterna le partite interne tra la Hala sportova a Novi Beograd, arena con una capacità di 5.000 spettatori, e il Vizura Sports Center che ha una capacità più ridotta, di 1.500 posti a sedere.

## Società
Il Partizan fa parte della Jugoslovensko sportsko društvo Partizan, polisportiva che raggruppa 26 discipline sportive fondata il 4 ottobre 1945 a Belgrado, come costola sportiva dell'esercito jugoslavo.

## Palmarès

### Titoli nazionali
- Campionato jugoslavo femminile: 3

1983-84, 1984-85, 1985-1986
- Campionato serbo: 4

2009-10, 2010-11, 2011-12, 2012-13
- Coppa di Jugoslavia: 2

1985, 1986
- Coppa di Serbia: 3

2011, 2013, 2018

### Titoli internazionali
- Lega Adriatica

2011-12, 2012-13

## Tifoseria
I Grobari (serbo: Гробари, ovvero I becchini) sono i tifosi della sezione calcistica della polisportiva del Partizan, anche se generalmente con tale appellativo vengono identificati tutti i tifosi del Partizan.